# Daniella Alonso
Daniella Alonso (New York, 22 settembre 1978) è un'attrice statunitense.

## Biografia
Nata a New York, sua madre è portoricana e suo padre viene dal Perù, con origini giapponesi. Ama molto gli animali ed è cintura verde di karate.
Daniella Alonso è conosciuta principalmente per il personaggio di Anna Taggaro nella serie televisiva di One Tree Hill, ruolo che ha ricoperto nel 2004 e nel 2005. Nel 2012 interpreta il ruolo di Nora Clayton nella serie televisiva statunitense Revolution. Nel 2019 viene scritturata nella soap opera CBS (in Italia distribuita da Netflix) Dynasty, per il ruolo di Cristal Jennings.

## Filmografia

### Cinema
- Academy Boyz, regia di Dennis Cooper (1997)
- Black Knight, regia di Gil Junger (2001) – non accreditata
- Rhythm of the Saints, regia di Sarah Rogacki (2003)
- The Last Romantic, regia di Aaron Nee e Adam Nee (2006)
- All You've Got - Unite per la vittoria (All You've Got), regia di Neema Barnette (2006)
- Hood of Horror, regia di Stacy Title (2006)
- Le colline hanno gli occhi 2 (The Hills Have Eyes II), regia di Martin Weisz (2007)
- Wrong Turn 2 - Senza via di uscita (Wrong Turn 2: Dead End), regia di Joe Lynch (2007)
- A Poor Kid's Guide to Success, regia di Thomas Dagnino (2008)
- Love 10 to 1, regia di Christine Le, Lucy Rodriguez e Laura Somers (2009)
- We Were Once a Fairytale, regia di Spike Jonze – cortometraggio (2009)
- The Collector, regia di Marcus Dunstan (2009)
- The Mulberry Tree, regia di Mark Heller (2010)
- Il superpoliziotto del supermercato 2 (Paul Blart: Mall Cop 2), regia di Andy Fickman (2015)
- Re-Kill, regia di Valeri Milev (2015)
- Lawless Range, regia di Sean McGinly (2018)
- Maybe I'm Fine, regia di Elizabeth Blake-Thomas (2019)
- Anderson Falls, regia di Julien Seri (2020)

### Televisione
- Law & Order: Criminal Intent – serie TV, episodio 1x05 (2001)
- Law & Order - I due volti della giustizia (Law & Order) – serie TV, episodio 13x10 (2003)
- Così gira il mondo (As the World Turns) – serial TV, 1 puntata (2004)
- One Tree Hill – serie TV, 11 episodi (2004-2005)
- CSI: NY – serie TV, episodio 2x16 (2006)
- CSI: Miami – serie TV, episodio 5x24 (2007)
- Saving Grace – serie TV, episodio 1x07 (2007)
- Friday Night Lights – serie TV, 10 episodi (2007-2008)
- Stargate Atlantis – serie TV, episodio 5x11 (2008)
- Senza traccia (Without a Trace) – serie TV, episodio 7x09 (2008)
- Knight Rider – serie TV, episodio 1x13 (2009)
- CSI - Scena del crimine (CSI: Crime Scene Investigation) – serie TV, episodio 9x13 (2009)
- Medium – serie TV, episodio 6x05 (2009)
- My Generation – serie TV, 8 episodi (2010)
- Mad Love – serie TV, episodio 1x02 (2011)
- In Plain Sight - Protezione testimoni (In Plain Sight) – serie TV, episodio 4x11 (2011)
- Private Practice – serie TV, episodio 5x20 (2012)
- Rizzoli & Isles – serie TV, episodi 3x08-3x10 (2012)
- Revolution – serie TV, 20 episodi (2012-2014)
- Covert Affairs – serie TV, episodi 3x05-3x06 (2012)
- The Night Shift – serie TV, 8 episodi (2014)
- Castle – serie TV, episodio 7x06 (2014)
- Major Crimes – serie TV, episodio 4x17 (2015)
- Being Mary Jane – serie TV, 6 episodi (2015)
- iZombie – serie TV, episodio 2x11 (2016)
- Animal Kingdom – serie TV, 8 episodi (2016)
- Lethal Weapon – serie TV, episodio 1x17 (2017)
- MacGyver – serie TV, episodio 2x07 (2017)
- SEAL Team – serie TV, episodio 1x11 (2018)
- The Magicians – serie TV, episodio 3x03 (2018)
- Criminal Minds – serie TV, 3 episodi (2018)
- The Resident – serie TV, 5 episodi (2018-2019)
- The Fix – serie TV, 5 episodi (2019)
- Dynasty – serie TV, 64 episodi (2019-2022)
- I segreti di Grosse Pointe (Grosse Pointe Garden Society) – serie TV, 8 episodi (2025)

## Doppiatrici italiane
Nelle versioni in italiano delle opere in cui ha recitato, Daniella Alonso è stata doppiata da:
- Selvaggia Quattrini in Il superpoliziotto del supermercato 2, iZombie, The Fix
- Domitilla D'Amico in Revolution, Animal Kingdom
- Ilaria Latini in Private Practice, Lethal Weapon
- Francesca Fiorentini in The Night Shift, Major Crimes
- Anna Lana in Law & Order: Criminal Intent
- Alessandra Korompay in Le colline hanno gli occhi 2
- Elena Morara in CSI: NY
- Eleonora De Angelis in CSI: Miami
- Laura Facchin in CSI - Scena del crimine
- Letizia Scifoni in Senza traccia
- Francesca Manicone in Rizzoli & Isles
- Sabrina Duranti in Castle
- Gemma Donati in SEAL Team
- Mattea Serpelloni in Criminal Minds
- Barbara De Bortoli in Dynasty